# Montbel (Ariège)
Montbel település Franciaországban, Ariège megyében. Lakosainak száma 93 fő (2022. január 1.). Montbel Belloc, Camon, Léran, Le Peyrat, Chalabre, Rivel, Sainte-Colombe-sur-l’Hers és Sonnac-sur-l’Hers községekkel határos.

## Népesség
A település népességének változása:
| Lakosok száma | 113  | 110  | 109  | 101  | 118  | 118  | 110  | 99   | 97   | 93   |
|               | 1968 | 1982 | 1990 | 2006 | 2013 | 2015 | 2017 | 2019 | 2020 | 2022 |